# Gyarak
Gyarak (szlovákul Kmeťovo, korábban Ďarak) község Szlovákiában, a Nyitrai kerületben, az Érsekújvári járásban.

## Fekvése
Érsekújvártól 23 km-re északkeletre, a Zsitva jobb partján fekszik.

## Története
A régészeti leletek tanúsága szerint területén már a történelem előtti időkben éltek emberek. 1925-ben az itt folyt ásatások során a bádeni kultúra 5-6000 éves maradványai kerültek elő.
Gyarakot 1214-ben "Gyrok" alakban említik először a szolgagyőri uradalom részeként. 1247-ben "Gorok" a neve. 1295-től az esztergomi érsekség faluja, 1386-tól Gímes várának tartozéka. 1533-ban megtámadta és kifosztotta a török. 1563-ban a Forgách család kapott rá adományt. 1571 és 1573 között ismét kirabolták. Ezután a település, amely addig a Zsitva bal partján feküdt, átköltözött a biztonságosabb jobb oldalra. 
1720-ban 14 háztartása volt. 1787-ben 42 házában 340 lakos élt. 1828-ban 69 házát 485-en lakták, akik főként mezőgazdasággal foglalkoztak. 1830-tól a nagymányai uradalomhoz tartozott. Régi iskolája a 19. század elején, temploma 1882-ben épült. 1909-ben felépült az új iskolaépület.
Vályi András szerint "GYARAK. Tót falu Nyitra Vármegyében, földes Ura G. Koller Uraság, lakosai katolikusok, fekszik Zsitva vize mellett, Érsek Újvárhoz, és 3/4 mértföldnyire, legelője elég, tűzre fája van, földgyei, ’s réttyei jók; de mivel szőlö hegye nintsen, a’ második Osztályba tétetett."
Fényes Elek szerint "Gyarak, tót falu, Nyitra vmegyében, a Zsitva pataka mellett: 486 kath., 6 zsidó lak., jó buzatermő földekkel, hires kaszáló és nádas rétekkel. Ut. p. Verebély."
Az első világháborúban 22 gyaraki magyar katona esett el. A trianoni békeszerződésig Nyitra vármegye Érsekújvári járásához tartozott, majd Csehszlovákia része lett. 1927-ben kolerajárvány pusztított. 1938 és 1945 között ismét Magyarországhoz tartozott. 1940-ben Bars és Hont k.e.e. vármegye része lett.
Lakói részt vettek a Szlovák Nemzeti Felkelésben. 1948-ban a községet szlovákul Andrej Kmeť (1841-1908) szlovák néprajztudósról, muzeológusról és kiváló botanikusról nevezték el. 1950-ben alakult meg a helyi termelőszövetkezet. 1961-re megépült a falu kultúrháza. 1965-ben portalanították az utakat és 1966-ban neonvilágítást építettek ki. 1968-ban épült a község vízellátását biztosító hidroglóbusz.

## Népessége
| Év:            | 1994. | 2004.   | 2014.   | 2024.   |
| -------------- | ----- | ------- | ------- | ------- |
| Emberek száma: | 949   | 960     | 873     | 809     |
| Eltérés:       |       | +1,15 % | -9,06 % | -7,33 % |

| Év:            | 2023. | 2024.   |
| -------------- | ----- | ------- |
| Emberek száma: | 812   | 809     |
| Eltérés:       |       | -0,36 % |

1880-ban 610 lakosából 501 szlovák, 46 német, 25 magyar, 10 más anyanyelvű és 28 csecsemő volt.
1890-ben 643 lakosából 571 szlovák és 72 magyar anyanyelvű volt.
1900-ban 663 lakosából 600 szlovák és 43 magyar anyanyelvű volt.
1910-ben 704 lakosából 659 szlovák, 42 magyar és 3 német anyanyelvű volt.
1919-ben 773 lakosából 758 csehszlovák és 15 magyar, ebből 765 római katolikus, 6 református és 2 zsidó vallású volt.
1921-ben 782 lakosából 773 csehszlovák és 7 magyar volt.
1930-ban 865 lakosa mind csehszlovák volt.
1941-ben 928 lakosából 916 szlovák és 12 magyar volt.
1991-ben 969 lakosából 964 szlovák és 1 magyar volt.
2001-ben 958 lakosából 954 szlovák és 1 magyar volt.
2011-ben 902 lakosából 884 szlovák és 1 magyar volt.
2021-ben 827 lakosából 796 (+1) szlovák, 3 (+1) magyar, 2 (+1) egyéb és 26 ismeretlen nemzetiségű volt.

## Nevezetességei

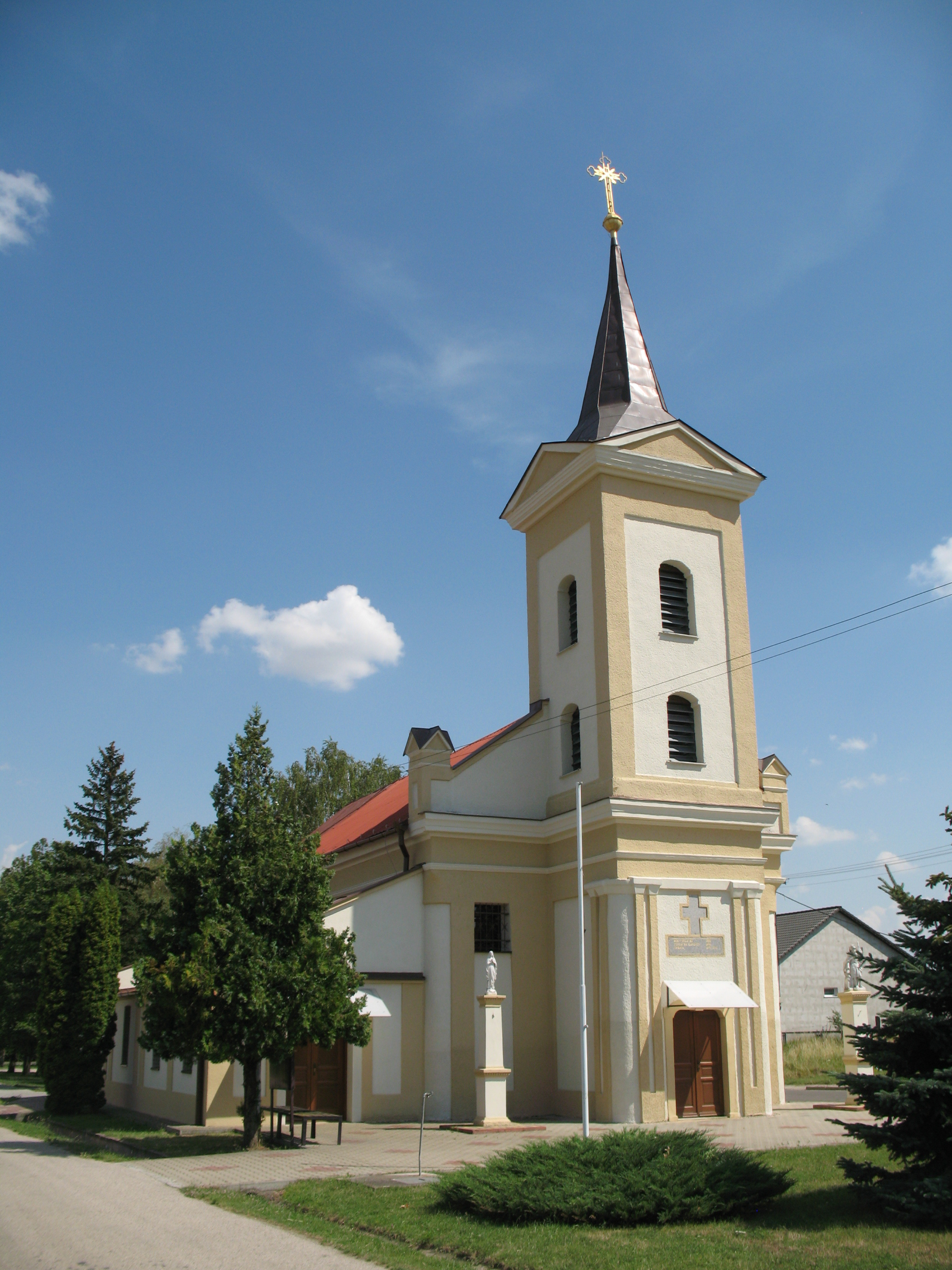
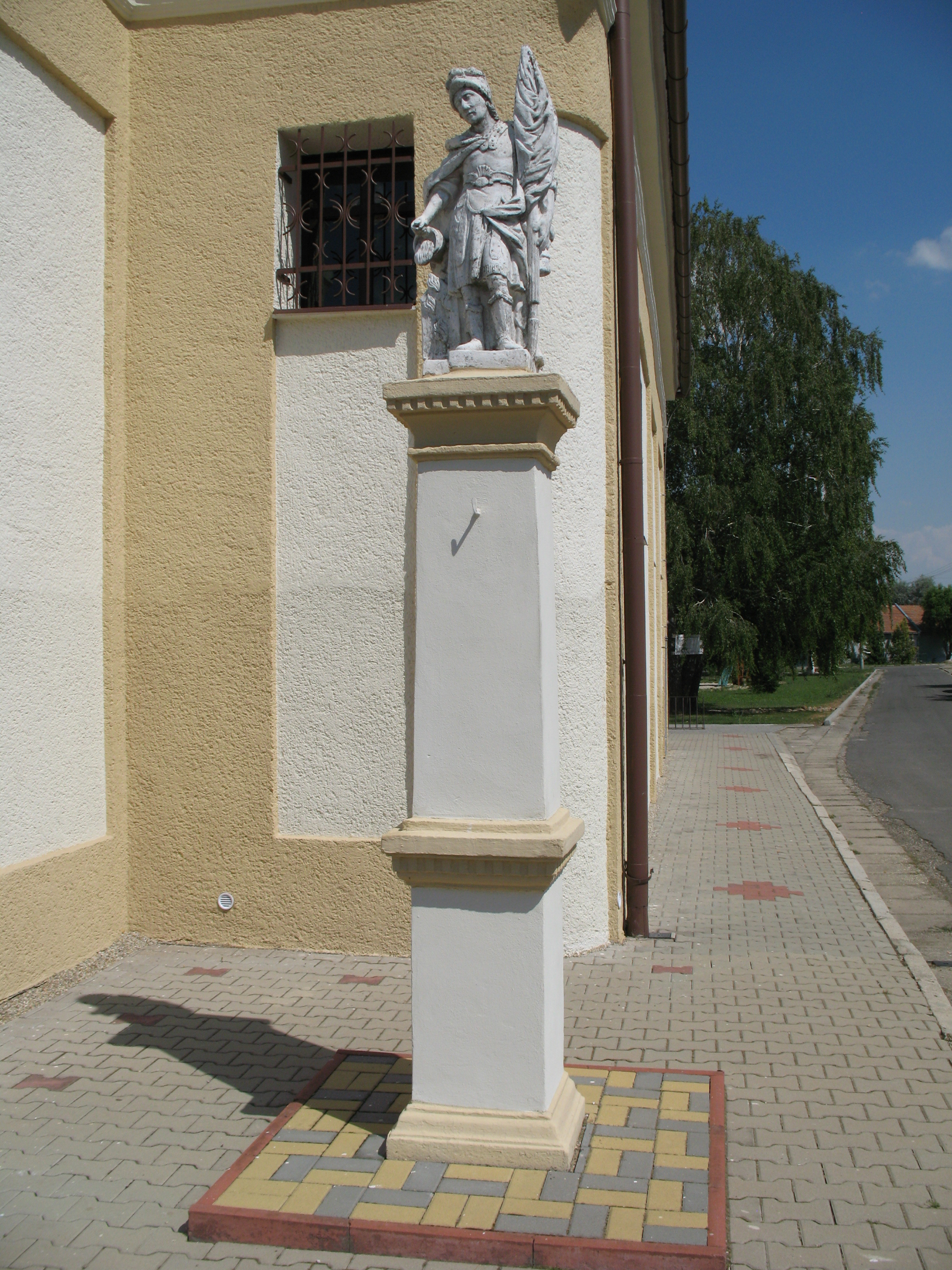
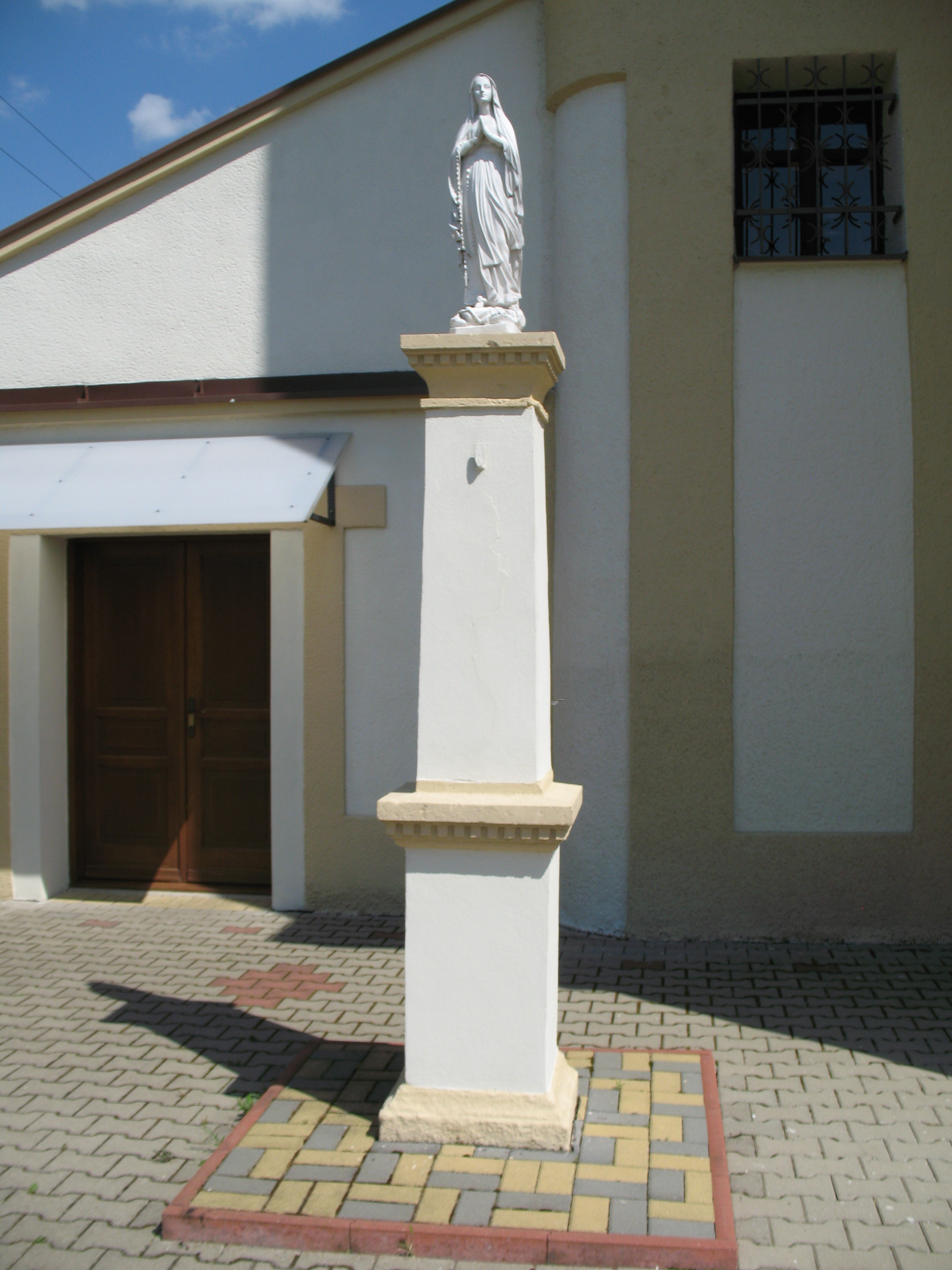
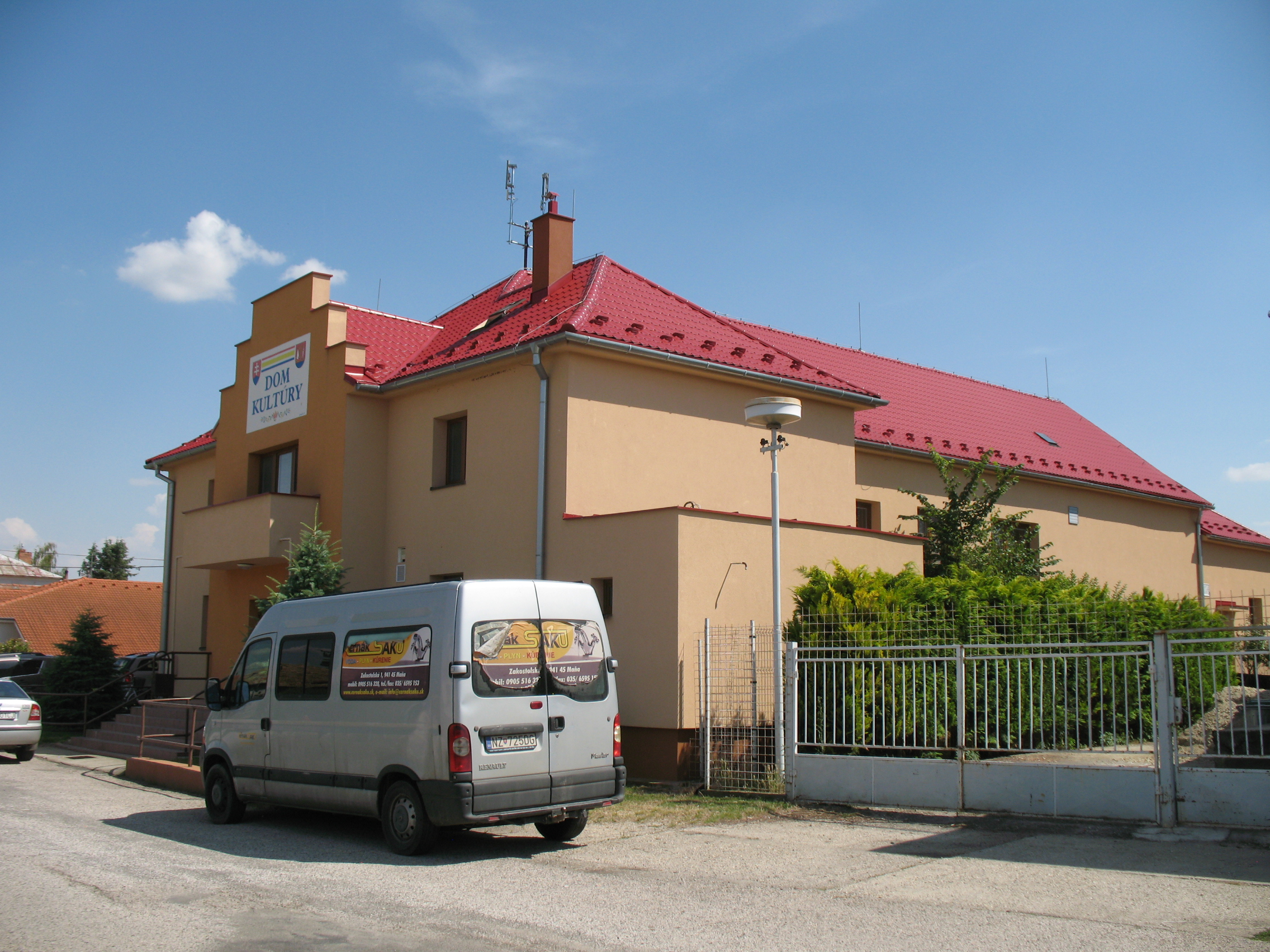
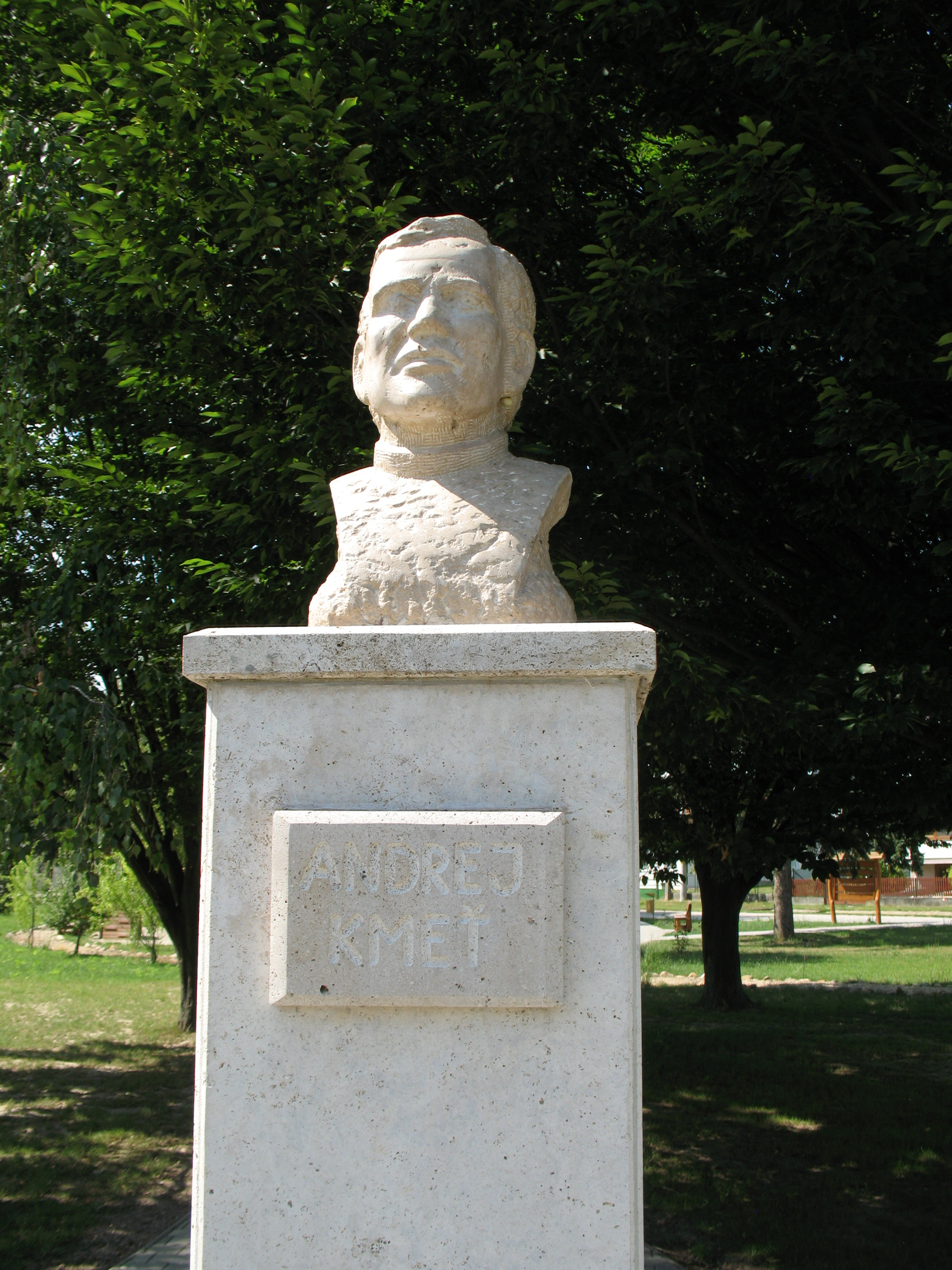

- A Rózsafüzéres Szűz Mária tiszteletére szentelt római katolikus temploma a 18. század végén épült, 1888-ban bővítették.

## Híres emberek
- Itt született 1883. július 11-én Kotzó Jenő magyar újságíró, az OMP parlamenti képviselője.